# Bold Printing Stockholm

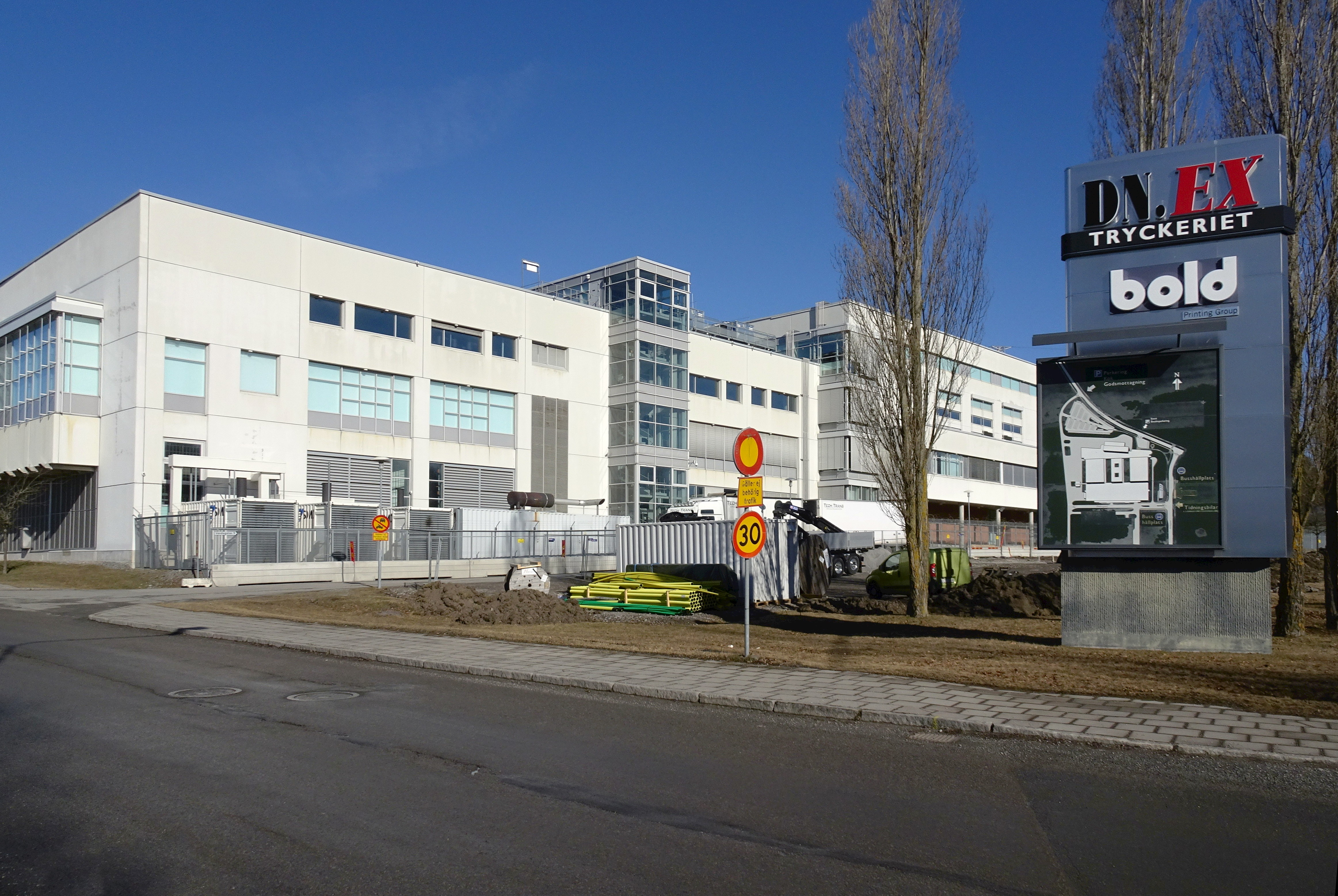
Bold Printing Stockholm i Akalla, mars 2017.

Bold Printing Stockholm (tidigare DNEX-tryckeriet, även kallad Akallatryckeriet) är ett tidningstryckeri vid Esbogatan 11 i Akalla, norra Stockholm. Här trycks bland annat Dagens Nyheter och Expressen (därav namnet DN EX) men även många av Stockholms lokal- och gratistidningar. DNEX-tryckeriet hör till Bold Printing Stockholm som är ett av tre tryckerier i Sverige tillhörande företaget Bold Printing.

## Företaget
Bold Printing är en tryckerigrupp med tre tryckerier: Bold Printing Stockholm (DNEX), Bold Printing Malmö (Sydsvenskan Tryck) och Bold BTT Borås (Borås Tidning Tryckeri). Bold BTT ägs till 50 procent av Gota Media. Bold bildades 1998 och ingår i Bonnierkoncernen. I de tre anläggningar trycks ett 40-tal olika titlar med en årsproduktion på omkring 700 miljoner tidningar. Företaget omsätter knappt en miljard kronor (2016). Tryckeriet i Kista är det största av Bolds tre tryckerier och ett av de största enskilda tryckerierna i Norden.

## DN-tryckeriets historia

### De första åren

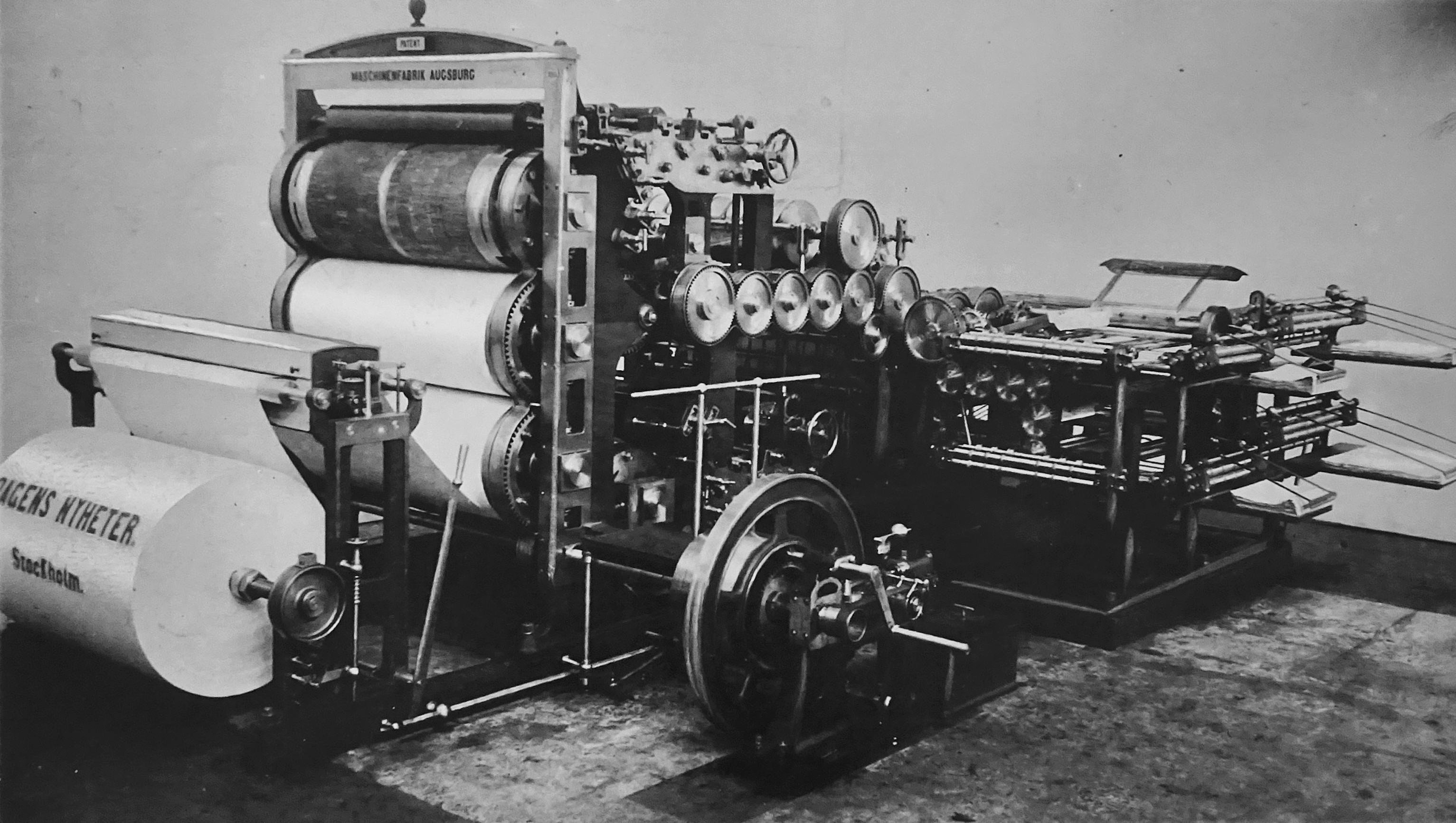
DN:s MAN-tryckpress "Rulle rulle".

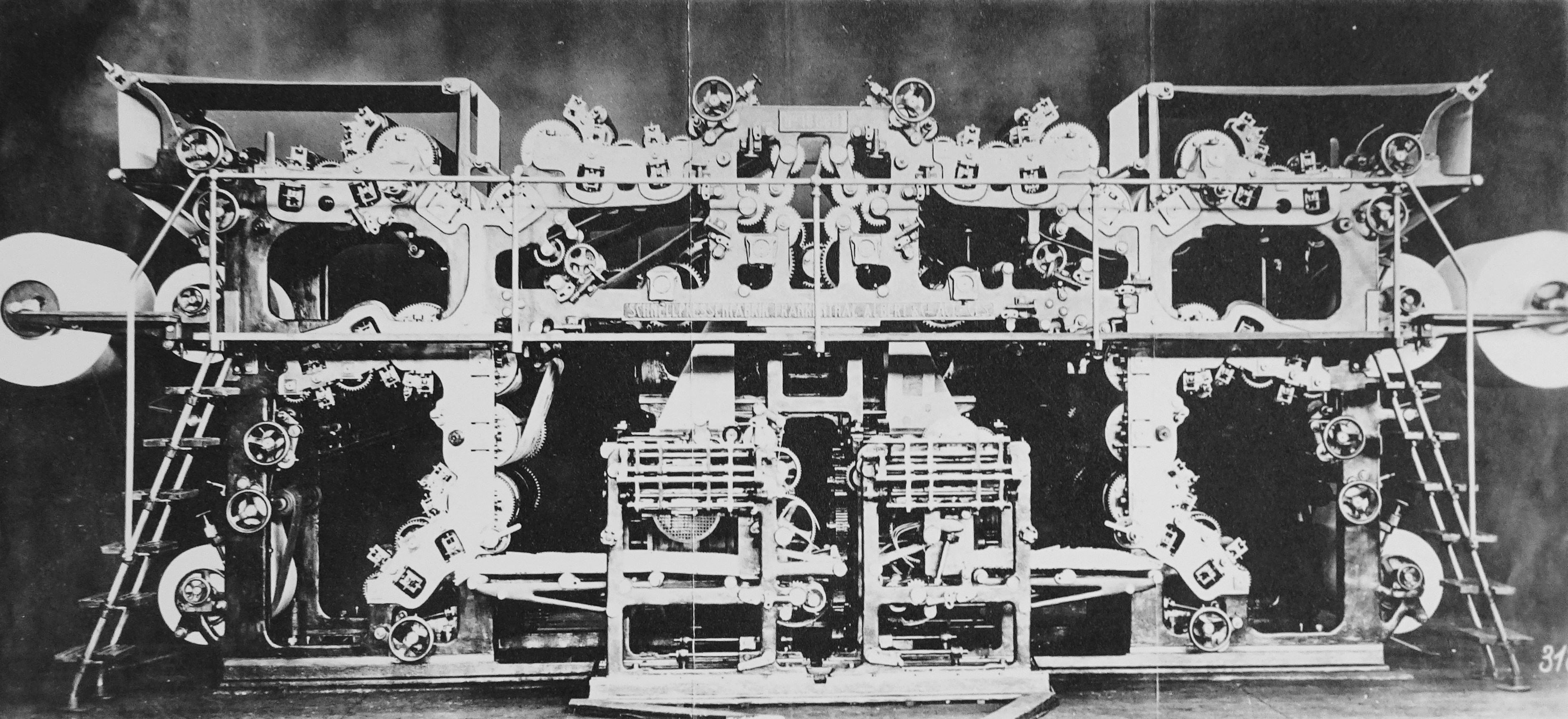
DN:s Albert & Co, Frankenthal.

När Dagens Nyheter startade 1864 drevs tidningen av grundaren Rudolf Wall själv tillsammans med två anställda. Redaktionen rymdes i ett rum i Albert Bonniers tryckeri vid dåvarande Ålandsgatan 15-17 (nuvarande Mäster Samuelsgatan) där tidningen även trycktes. Upplagan var till en början 3 000 exemplar om dagen. Varje exemplar hade fyra sidor och kostade fem öre. Formatet liknande dagens tabloid. Redan i oktober 1865 flyttade redaktionen till nya lokaler som bestod av två rum och egen tryckpress, belägen på Stora Nygatan i Gamla stan. Upplagan steg till 6 500 exemplar. Pressen var en begagnad Hörberg (en gåva av konkurrenten Lars Johan Hierta) och drevs av en värmemotor.

### Klarakvarteren
Nästa flytt gick 1874 till Regeringsgatan 28. Den första egna maskinen var byggd av tyska Maschinenfabrik Augsburg-Nürnberg AG (MAN) som drevs av en ångmaskin. Den kunde trycka 6 000 exemplar i timmen och matades med pappersrullar istället för pappersark. 1899 införskaffades tidningens första två Linotype sättmaskiner. År 1901 flyttade redaktionen och tryckeriet till en egen fastighet i det numera rivna kvarteret Sköldpaddan i hörnet Klara västra Kyrkogata / Karduansmakargatan. 
Här i Klarakvarteren fanns redan flera andra tidningar och trakten fick sedermera smeknamnet ”Tidningskvarteren”. Tryckpressen från förra adressen togs med och kompletterades med en likadan maskin och båda elektrifierades, vilket var en teknisk nyhet. Åren 1909 och 1911 ersattes de gamla pressarna av två nya från tyska Schnellpressenfabrik Albert & Co i Frankenthal. De kunde trycka upp till 16 sidor samtidigt med en hastighet på 40 000 exemplar i timmen. De var i drift fram till 1936. Den första färgpressen installerades 1925, därmed kunde den första fyrfärgsbilagan distribueras till läsarna. Lördagen den 17 december 1929 utkom DN med en trefärgsteckning av Birger Lundqvist på första sida under rubriken "DN jubilerar med färg" (man fyllde 65 år). Det var det allra första färgtrycket i svensk dagspress.

### Marieberg

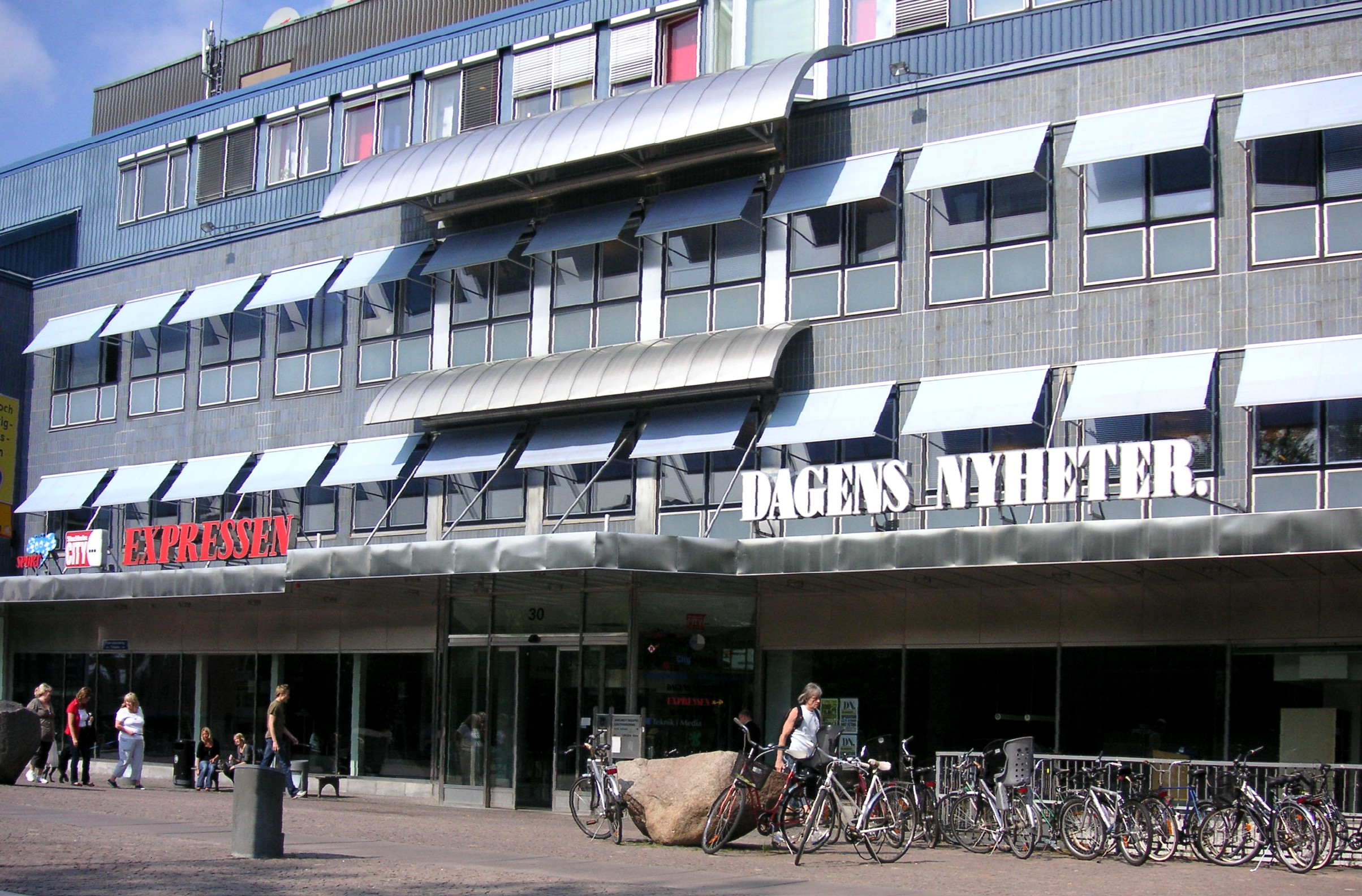
DN:s lågdel i Marieberg, 2007.

Fram till 1960-talets början låg Dagens Nyheter i Klarakvarteren i centrala Stockholm. Lokalerna hade blivit för omoderna och 1955 fick arkitekt Paul Hedqvist i uppdrag att rita nya lokaler i anslutning till de gamla i Klarakvarteren. Men därav utfördes inget eftersom området skulle genomgå en djupgripande förändring i samband med Norrmalmsregleringen. Dagens Nyheter och Svenska Dagbladet valde att flytta sina verksamheter till Marieberg på Kungsholmen. Beslutet var inte lätt eftersom tidningarna gav identitet åt Klarakvarteren.
Projekteringen för DN:s nya tidningshus påbörjades 1957 och den 2 maj 1960 togs det första spadtaget. Bygget blev klart på fyra år. Sedan flyttade DN sin redaktion till DN-skrapan i Marieberg där även ett tidningstryckeri inrättades i anslutning till höghuset. Anläggningens arkitekt var Paul Hedqvist som ritade en höghusdel för redaktion och administration och en låghusdel för sätteri, tryckeri, packsal och verkstäder. DN:s tidningshus i Marieberg var på sin tid Europas modernaste. 
Själva tryckeriet låg under mark och tryckningen skedde i fyra amerikanska Ampress-maskiner som hade byggts av Nydqvist & Holm i Trollhättan. NOHAB producerade sedan 1959 egna tryckpressar på licens under namnet Nohab Ampress Rollomatic som såldes i Sverige och gick på export. Nu kunde man trycka upp till åtta sidor i fyrfärg. Vid den tiden producerades Dagens Nyheter med en upplaga på 390 000 exemplar och Expressen med 460 000 exemplar. Den 10 april 1978 trycktes sista första-sidan i bly, därefter övergick man till fotosättning. Logistiken med tunga papperstransporter och tidningsdistribution blev dock besvärlig på trånga Marieberg och tanken om ett nytt tryckeri utanför Stockholm växte fram. I tryckeriet vid Marieberg arbetade som mest omkring 750 personer. Den 30 september 1993 trycktes här den sista tidningen.

Historiska bilder
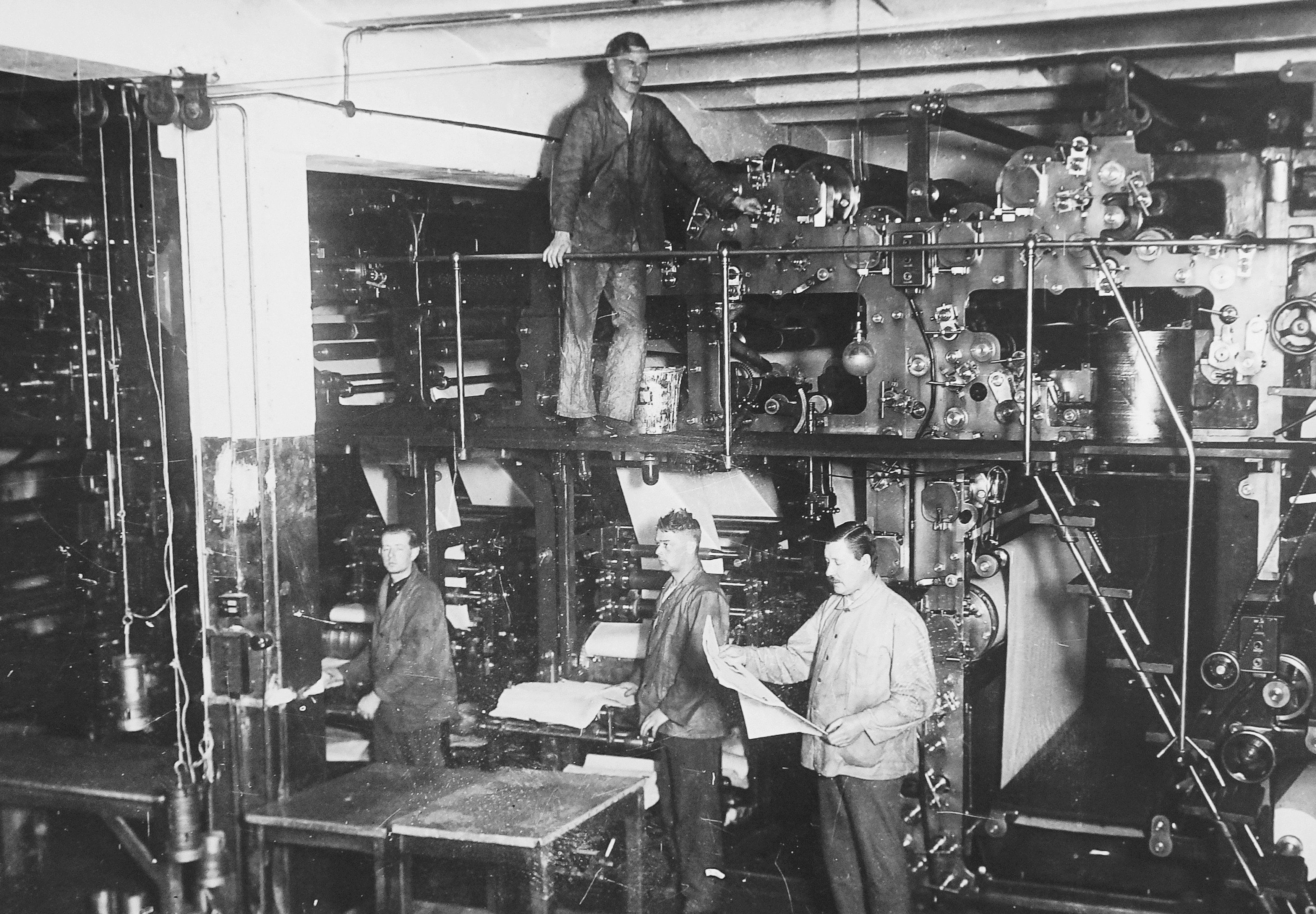
I DN:s tryckeri 1914.
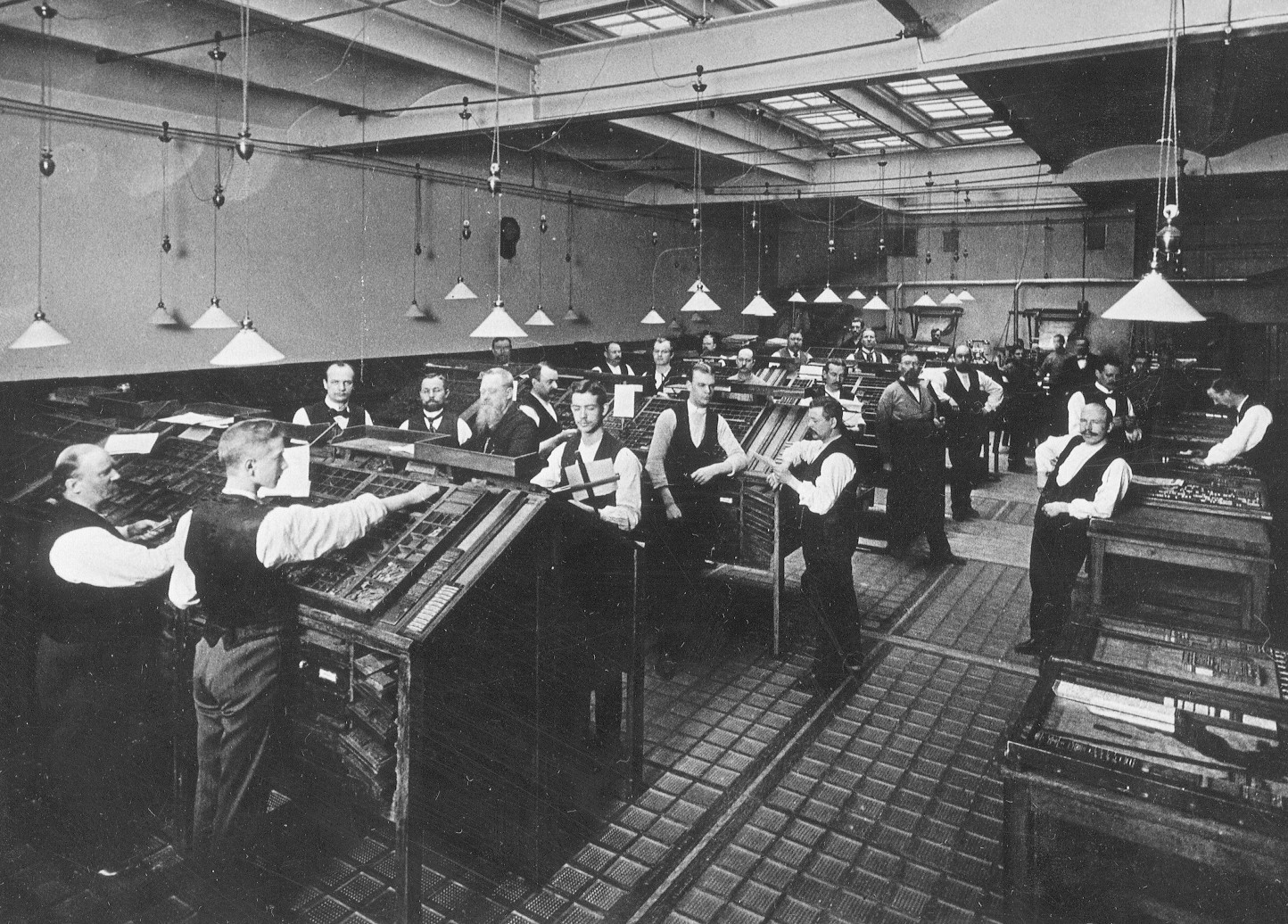
Handsättning 1903.
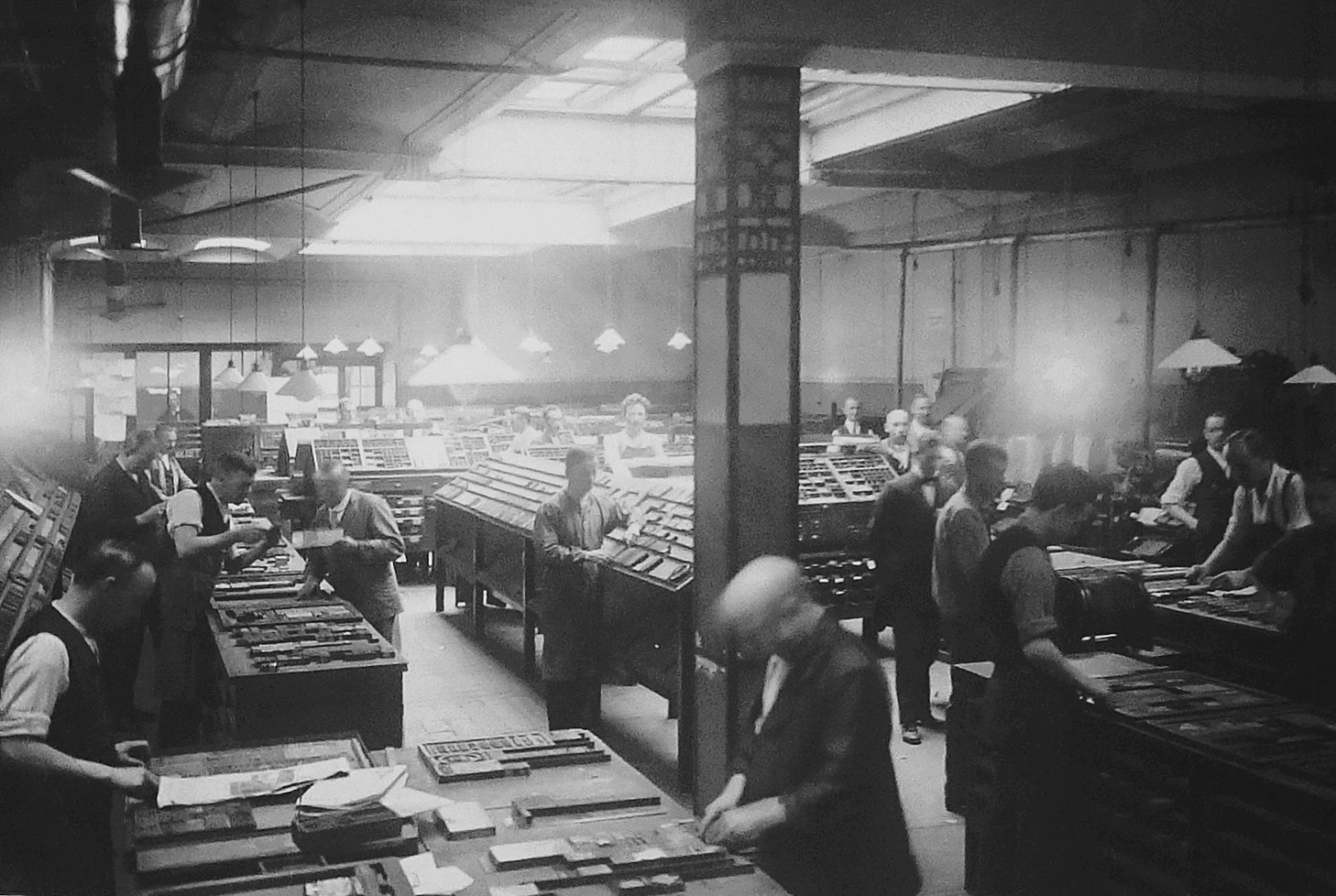
Handsättning på 1930-talet.
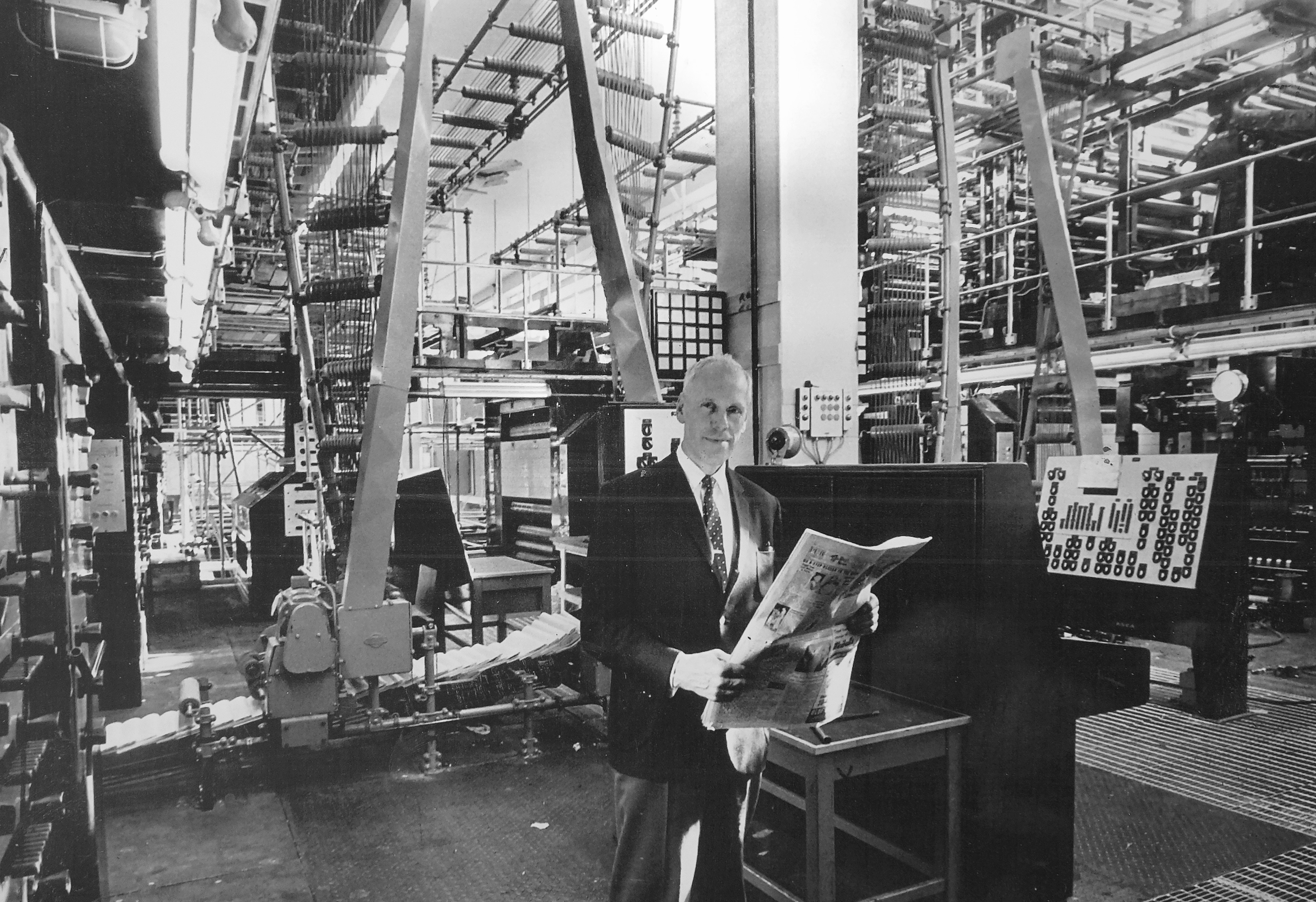
Tryckeriet i Marieberg, 1960-tal.

## Anläggningen i Akalla

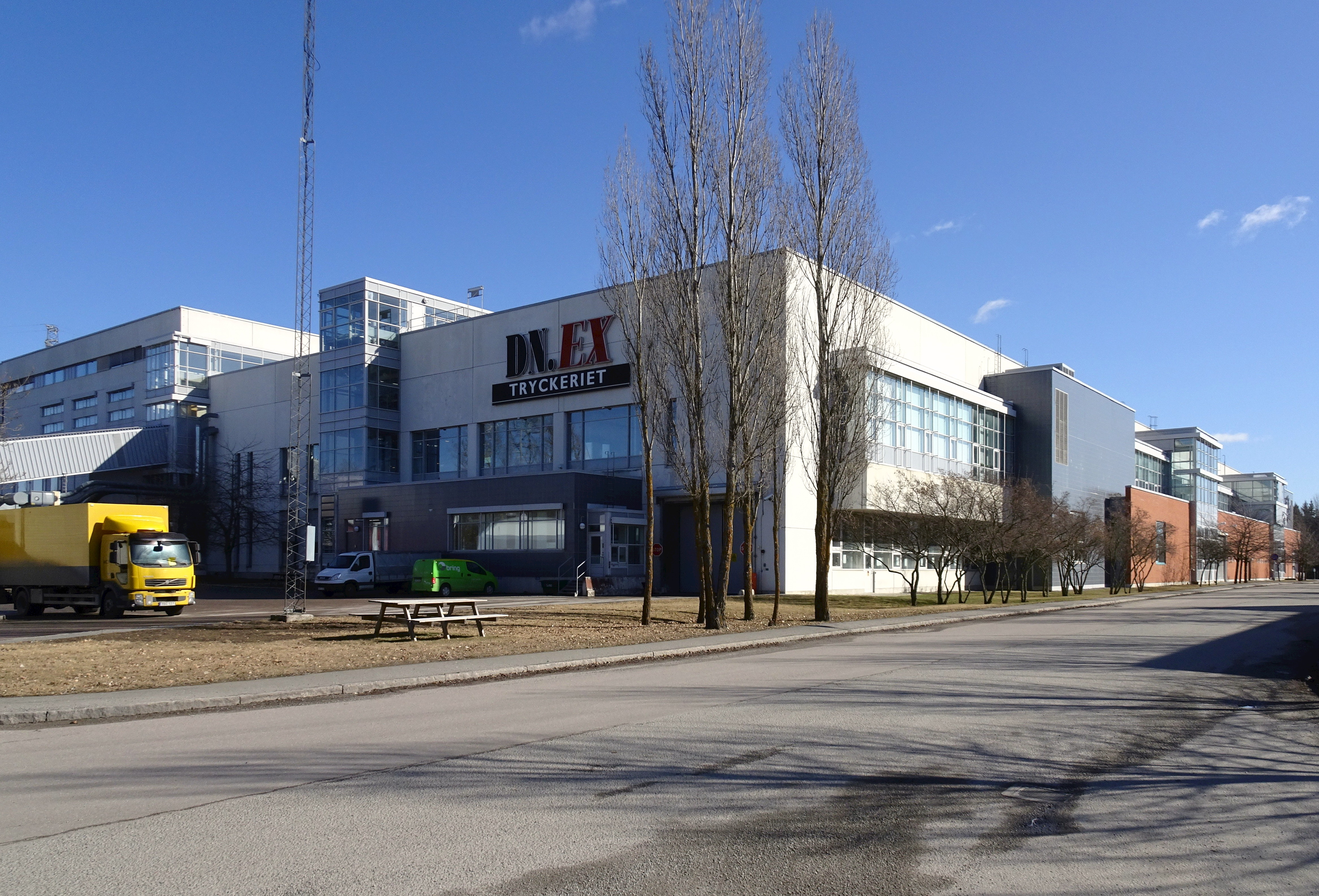
Tryckeriets byggnadskomplex, 2017.

Under 1992 blev den nya anläggningen i Akalla färdig och maskinerna provkördes och intrimmades. Akallatryckeriets byggnadskomplex har en våningsyta på 93 000 m² och ritades av Berg Arkitektkontor. I månadsskiftet september/oktober 1992 rullade produktionen igång och de gamla tryckhallarna i Marieberg byggdes sedan om till DN:s redaktionslokaler medan höghuset hyrdes ut till utomstående företag. Dagens Nyheters format ändrades från fullformat till tabloid. Omställningen började med Stockholmsdelen redan på 1990-talet och fortsatte med kulturdelen 2003 och nyhetsdelen 2004.
I Akalla arbetade ursprungligen över 400 personer. Antalet minskade i takt med tryckteknikens moderniseringar och år 2017 var endast 180 personer sysselsatta i Akalla. Dagens Nyheter, Expressen och Dagens Industri är de största titlarna. Men DNEX trycker betydligt fler produkter, bland annat Stockholms många lokal- och gratistidningar men även rena reklamblad för exempelvis stormarknader. Till kunderna hör även Direktpress AB och Metro.
Tidningslayouten görs av respektive redaktion som inte längre måste sitta i anslutning till tryckeriet. Den färdiga tidningssidan skickas till tryckeriet i Akalla som digitala PDF-filer, där de översätts till tryckplåtar. Dessa består av tunn aluminiumplåt som lätt kan böjas kring tryckcylindern. Tryckningen sker i offsettryck och tabloidformat. Ursprungligen fanns tre pressar av typ MAN Roland Colorman S från tyska MAN Roland Druckmaschinen. Under 2012 byttes två av de gamla pressarna ut mot en ny högautomatiserad trycklinje av typ KBA Commander CT-press från tyska Koenig & Bauer AG. Det var en investering på cirka 250 miljoner kronor. Pressen invigdes i september 2012 och döptes till ”Albert” efter Albert Bonnier. KBA-pressen har en 96 sidors kapacitet i fullfärg och en produktionshastighet på 90 000 exemplar/timme.
Gällande Dagens Nyheter trycktes det i Akalla i mars 2017 mellan 150 000 och 200 000 exemplar varje dag (beroende på veckodag) som sedan distribueras inom Mälardalen och upp till Hudiksvall. Formatet är tabloid (280 x 397,5 mm) i fyrfärgstryck. Ytterligare exemplar av Dagens Nyheter produceras i Bolds tryckerier i Malmö och Borås.
I anslutning till tryckeriet finns ett litet museum som beskriver DN:s tryckeriverksamhet från 1864 fram till idag. Bland de utställda föremålen märks en Linotype sättmaskin från 1899, en löpsedelpress med tryckplåt för Expressens löpsedel från den 7 maj 1945 "FRED i hela Europa" och DN:s sista första-sidan satt i bly från den 10 april 1978.

Akallatryckeriet
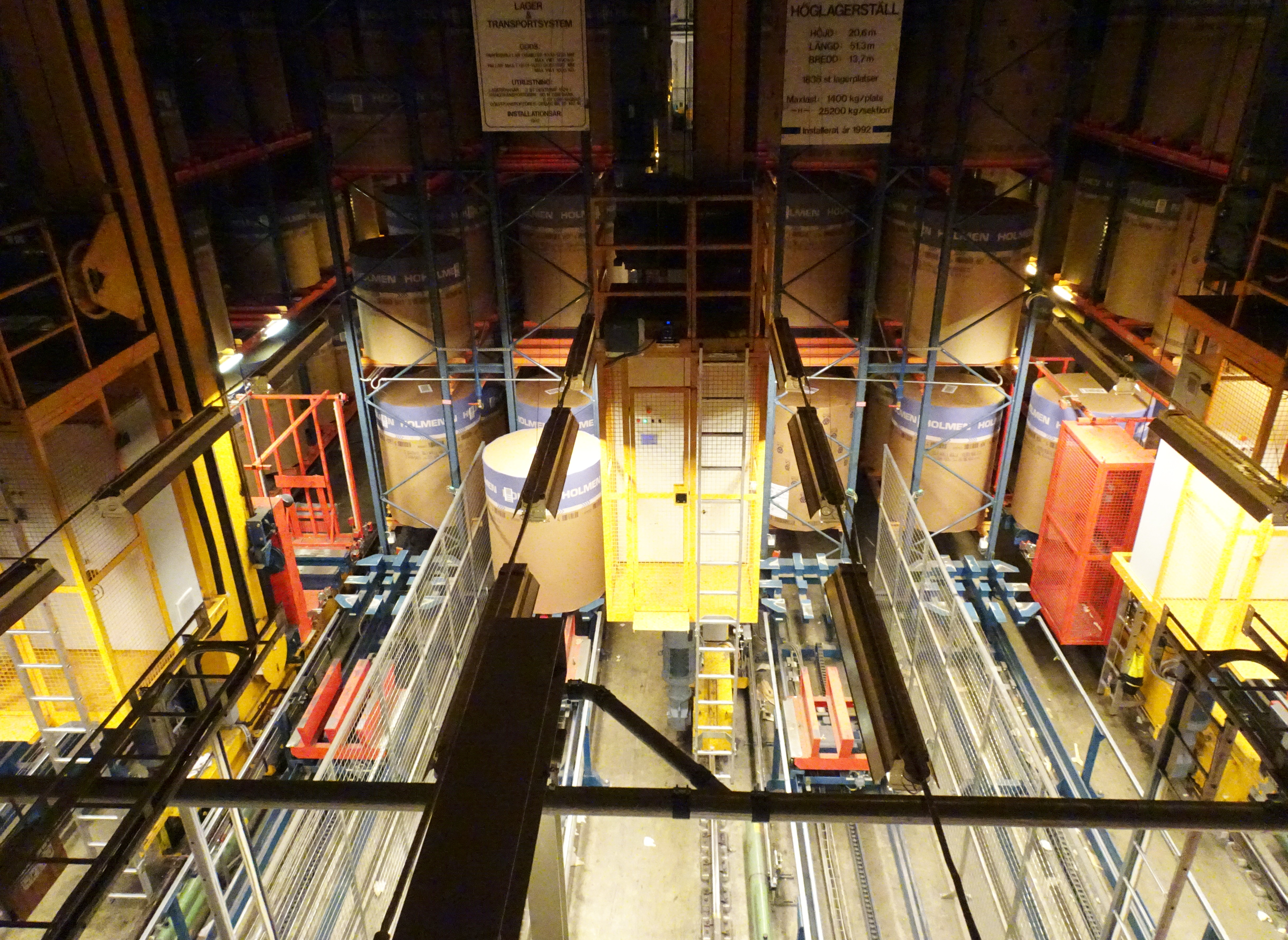
Papperslagret.
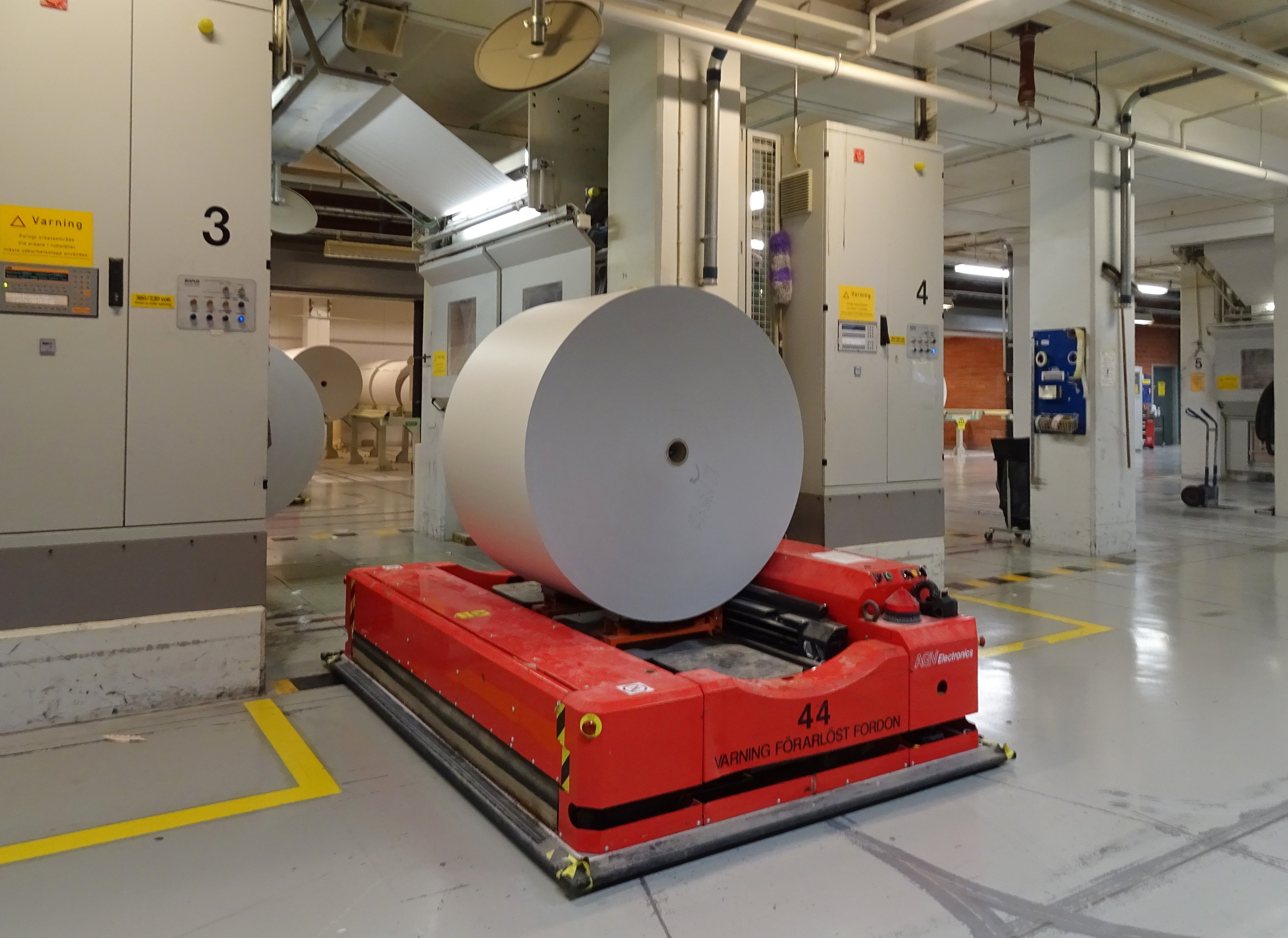
Självgående papperstruck.
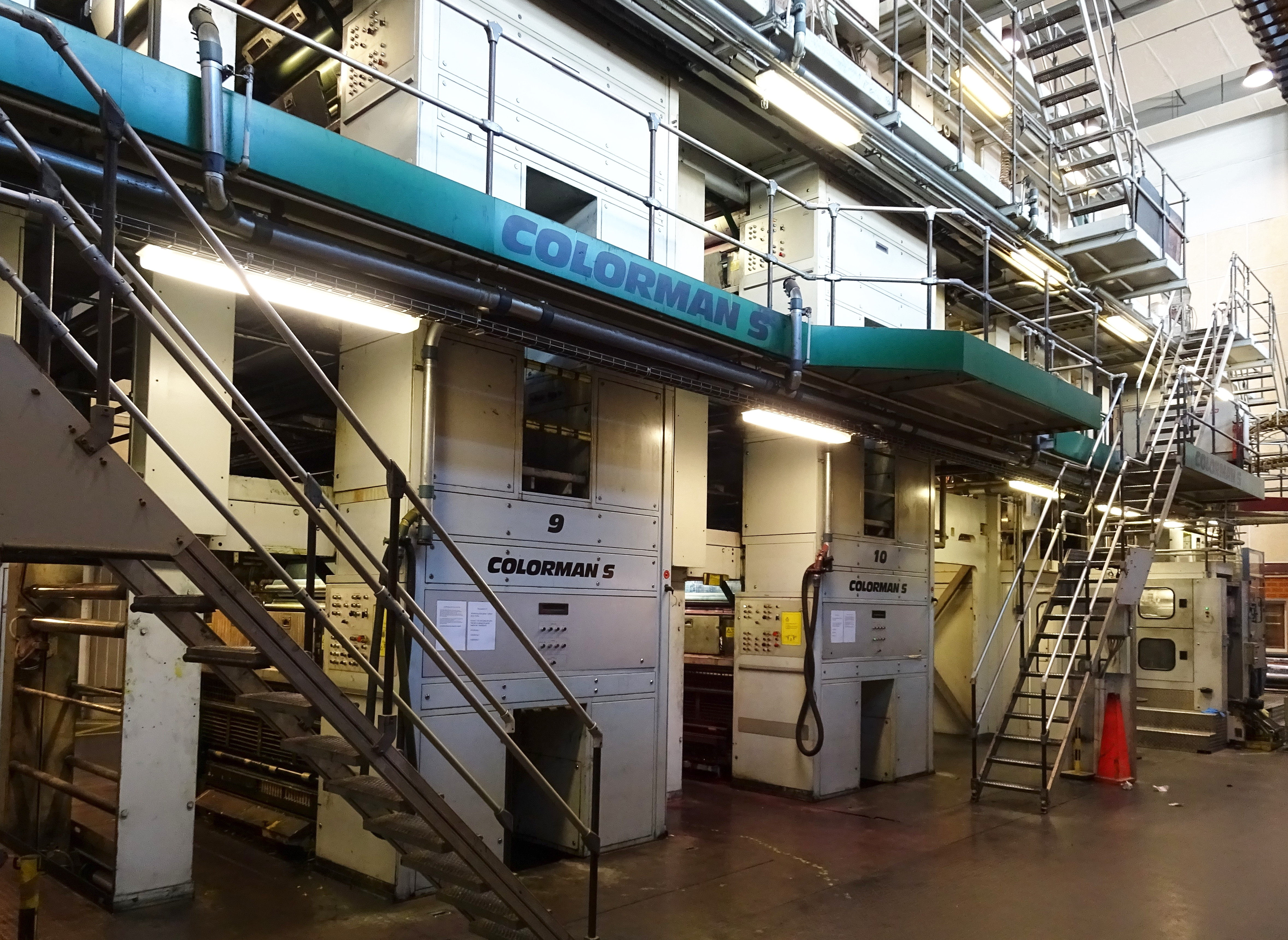
Den äldre MAN Roland Colorman.
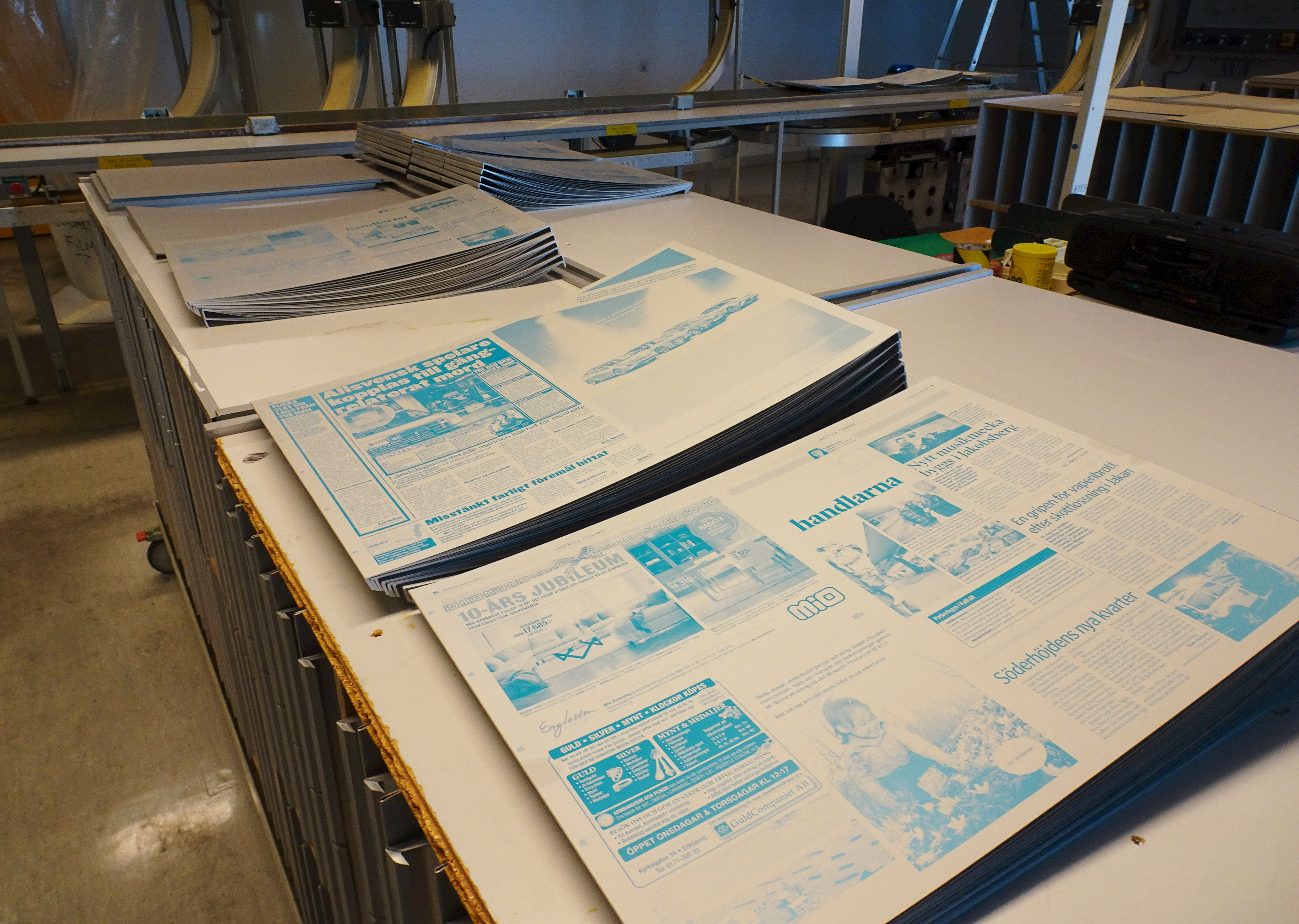
Tryckplåtar.

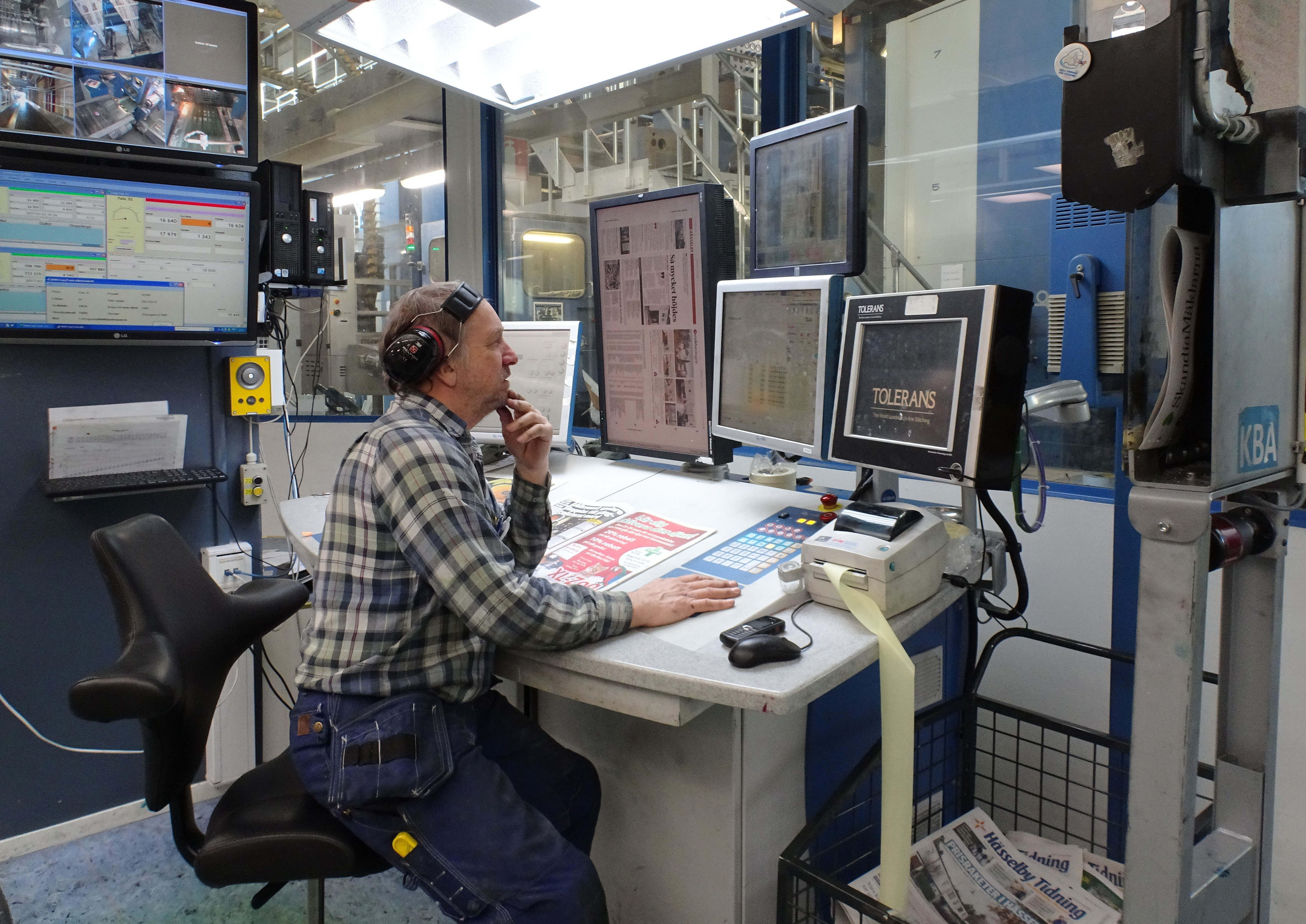
Manöverbord till KBA-pressen.
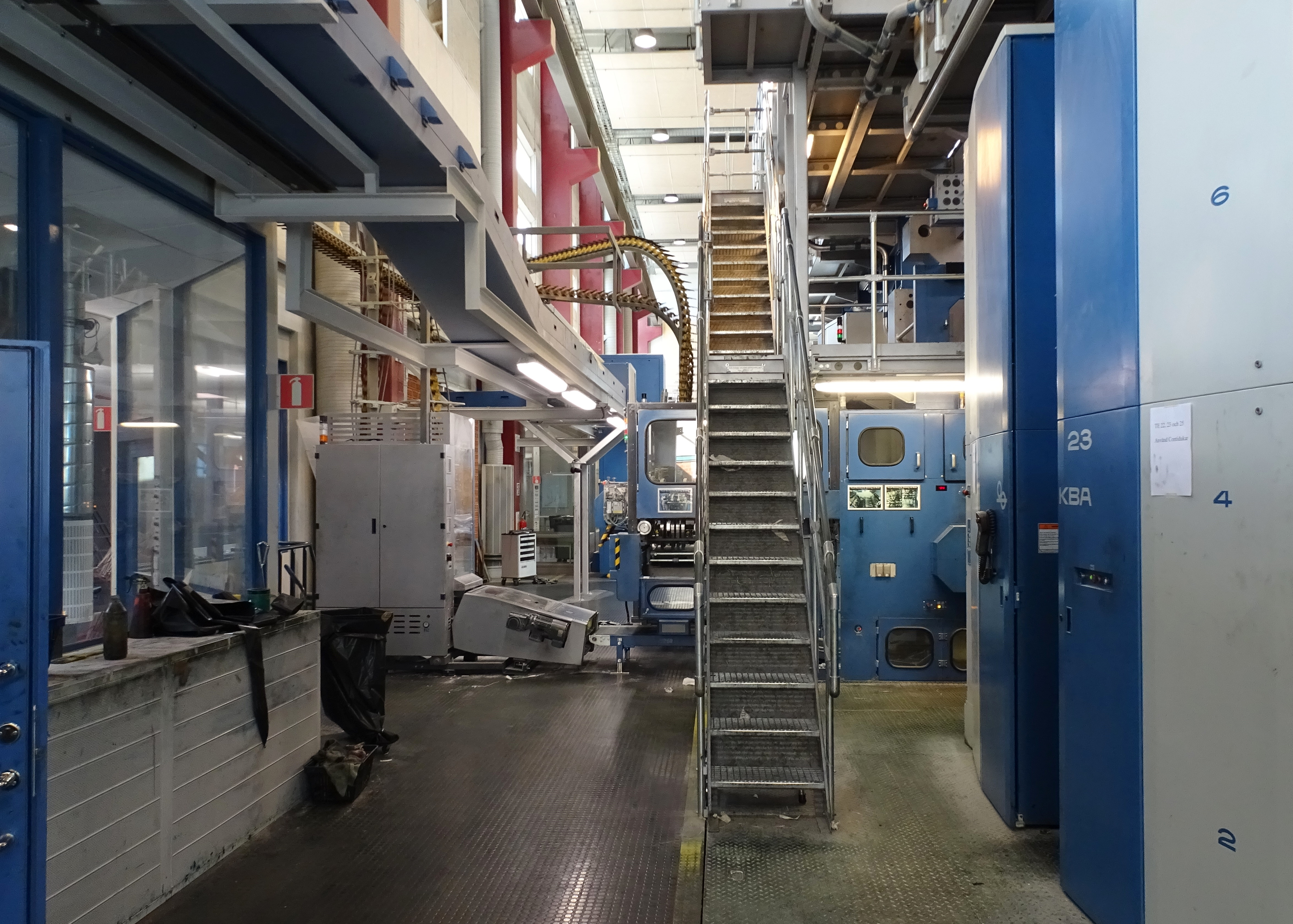
KBA Commander CT-pressen.
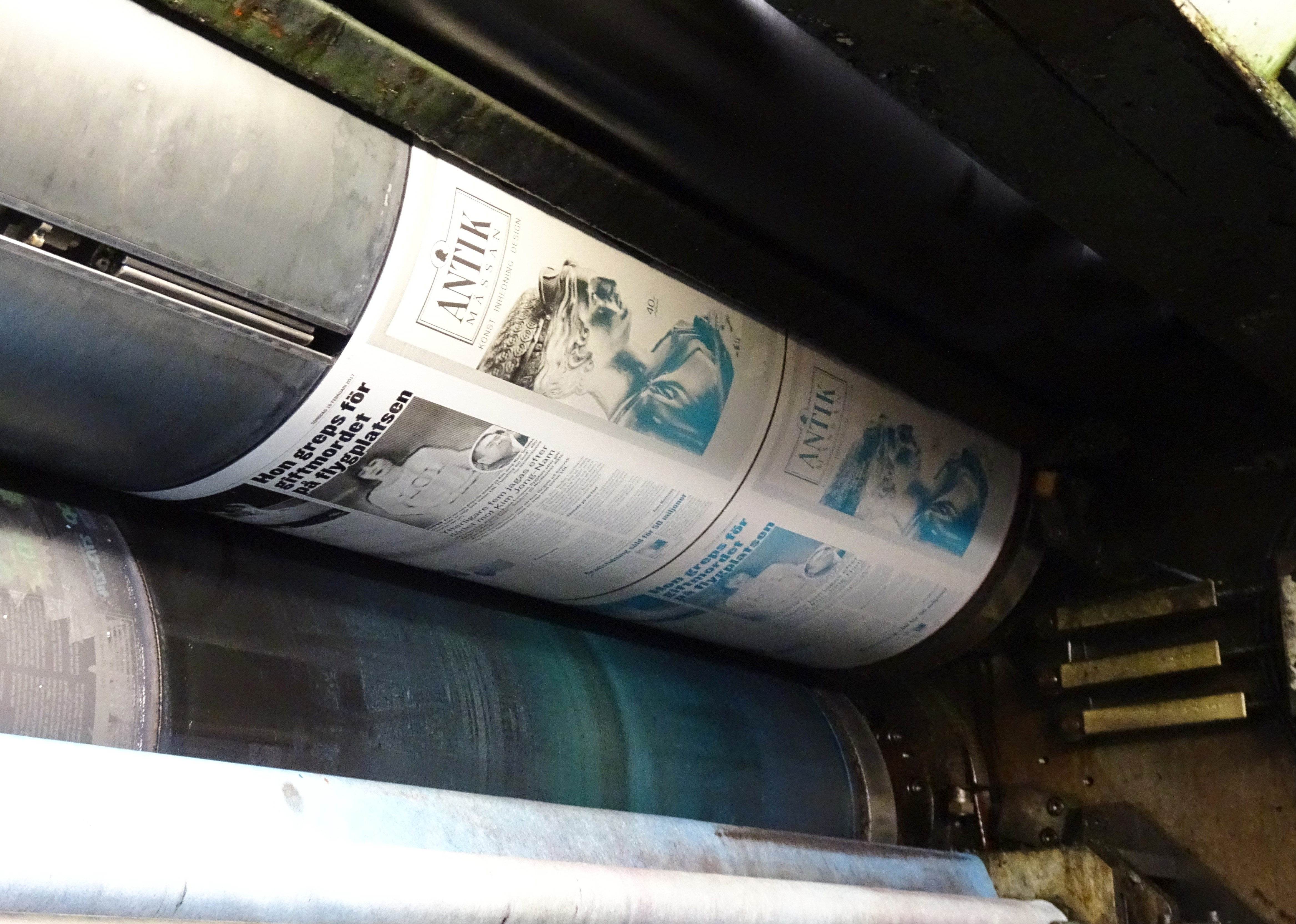
Tryckning pågår.
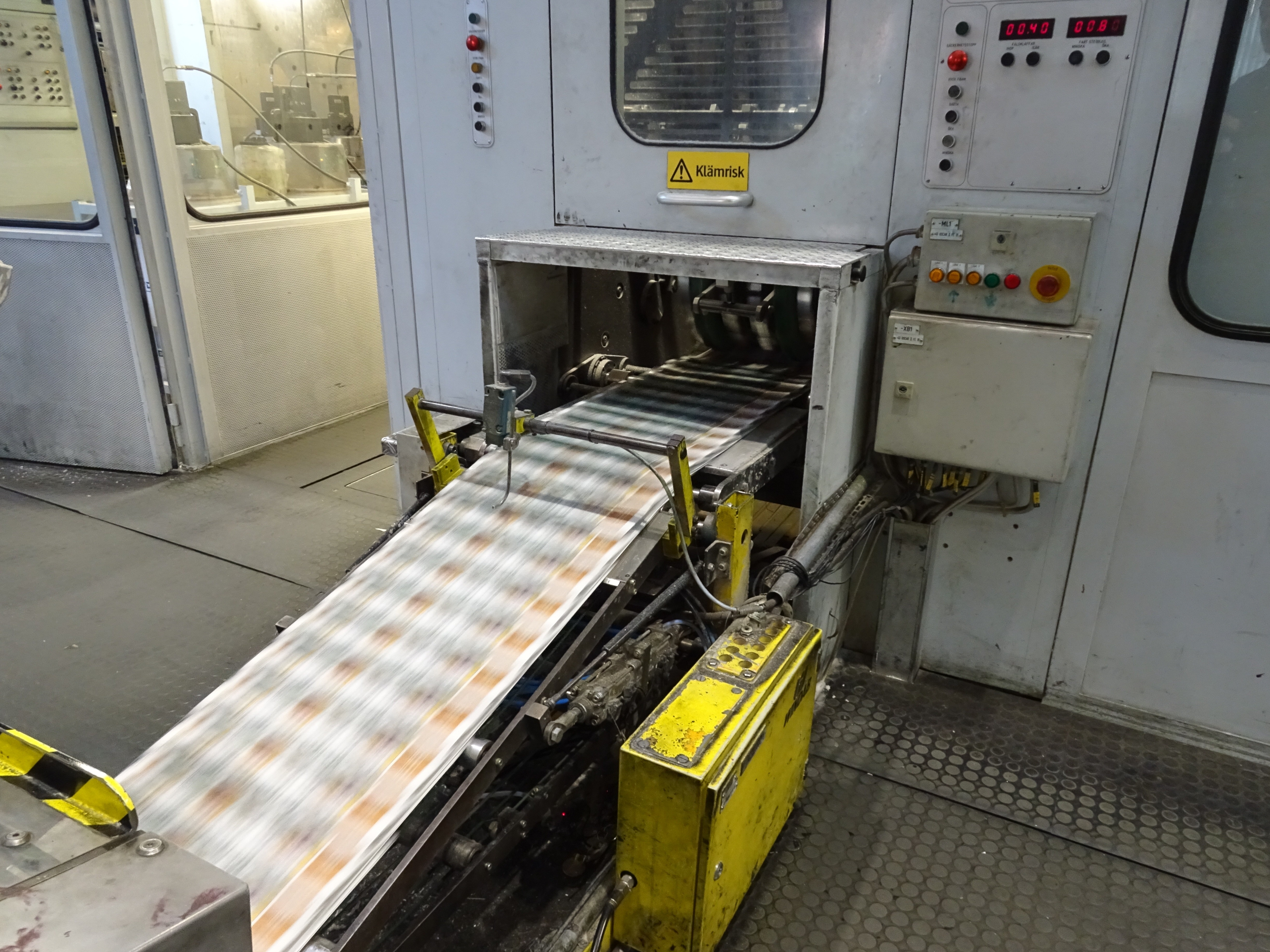
Utmatning, färdig tidning.

Tryckerimuseet
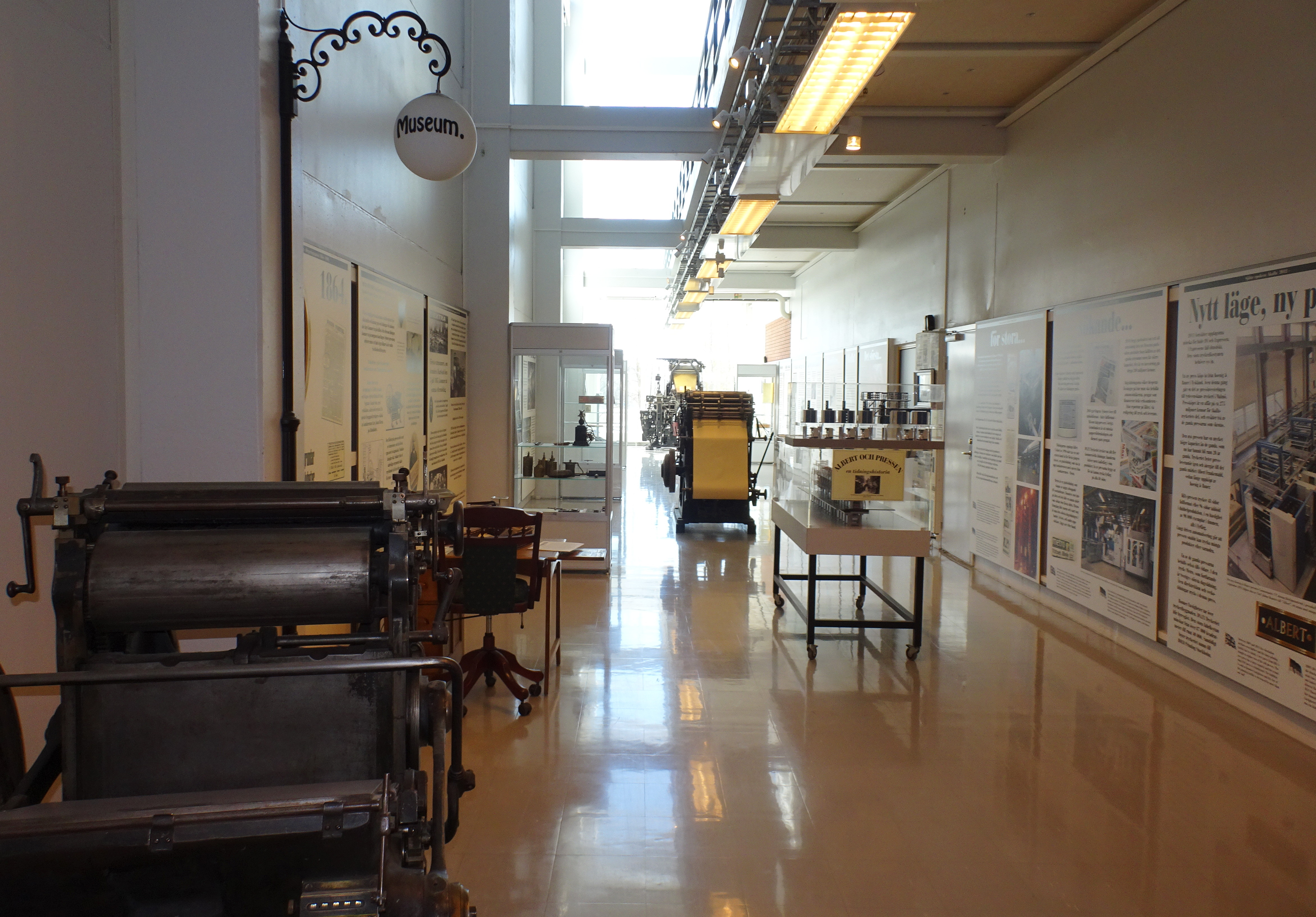
Museet i mars 2017.
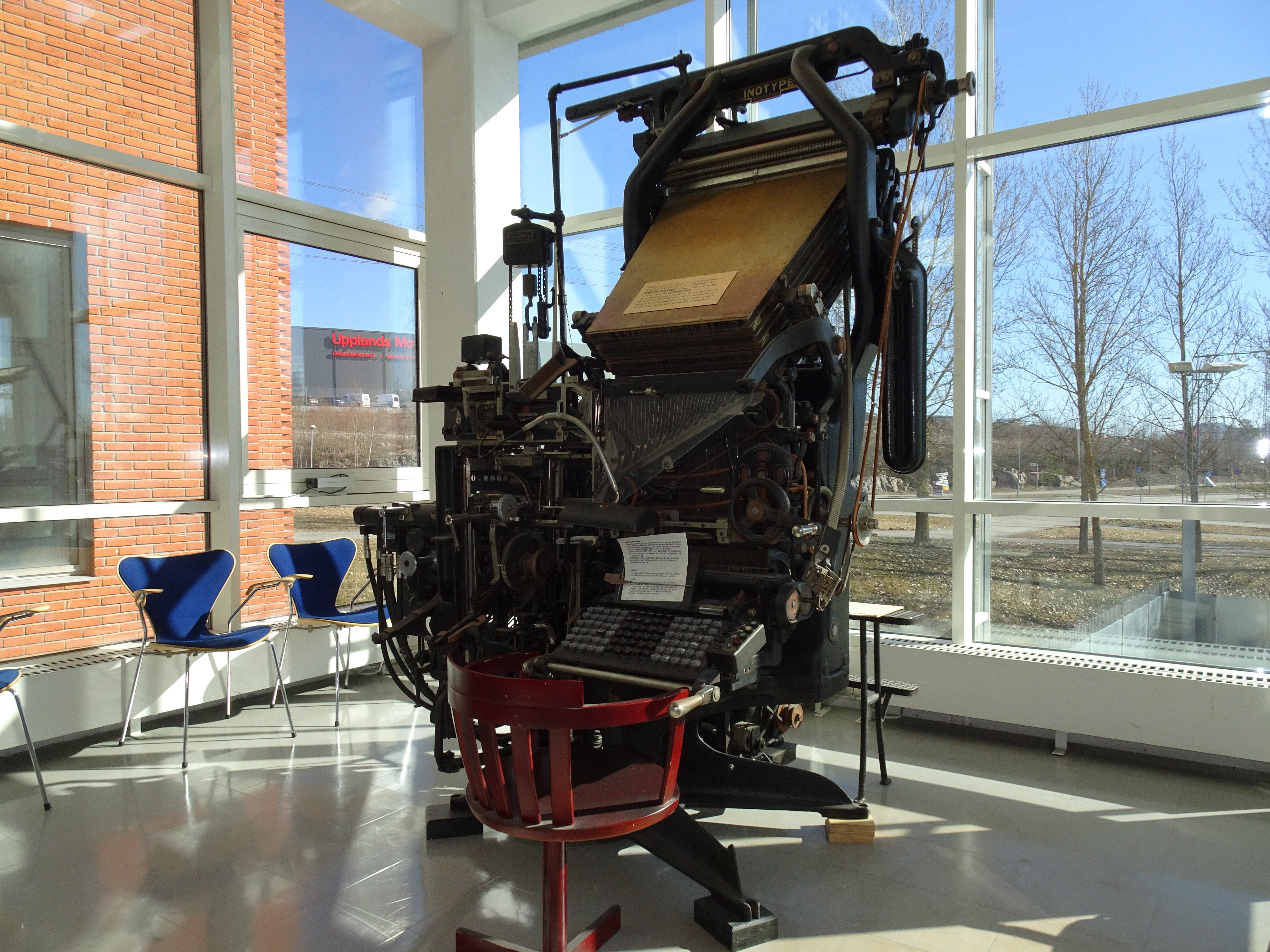
Linotype sättmaskin från 1899.
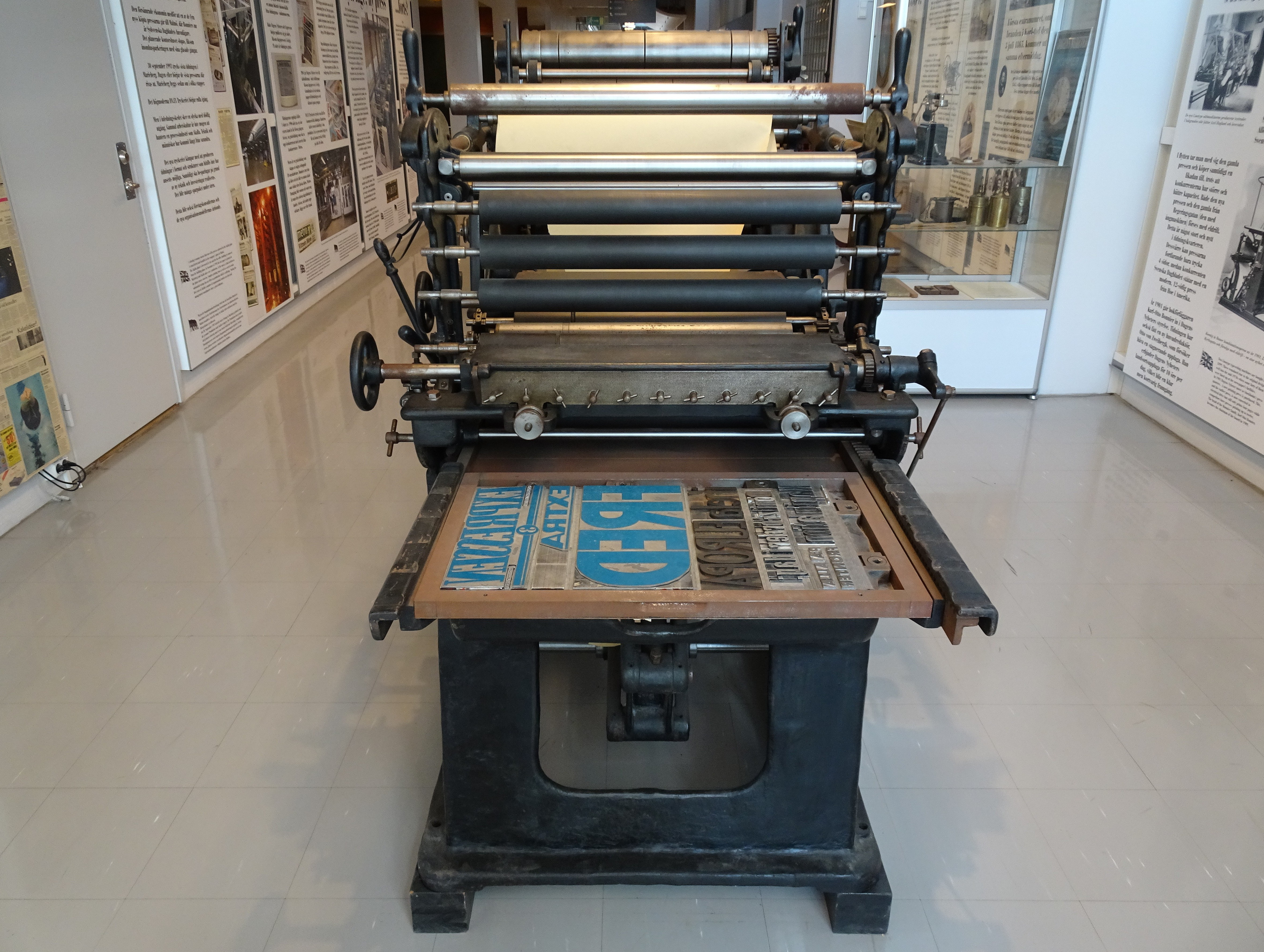
Löpsedelpress med Expressens löpsedel från 7 maj 1945.
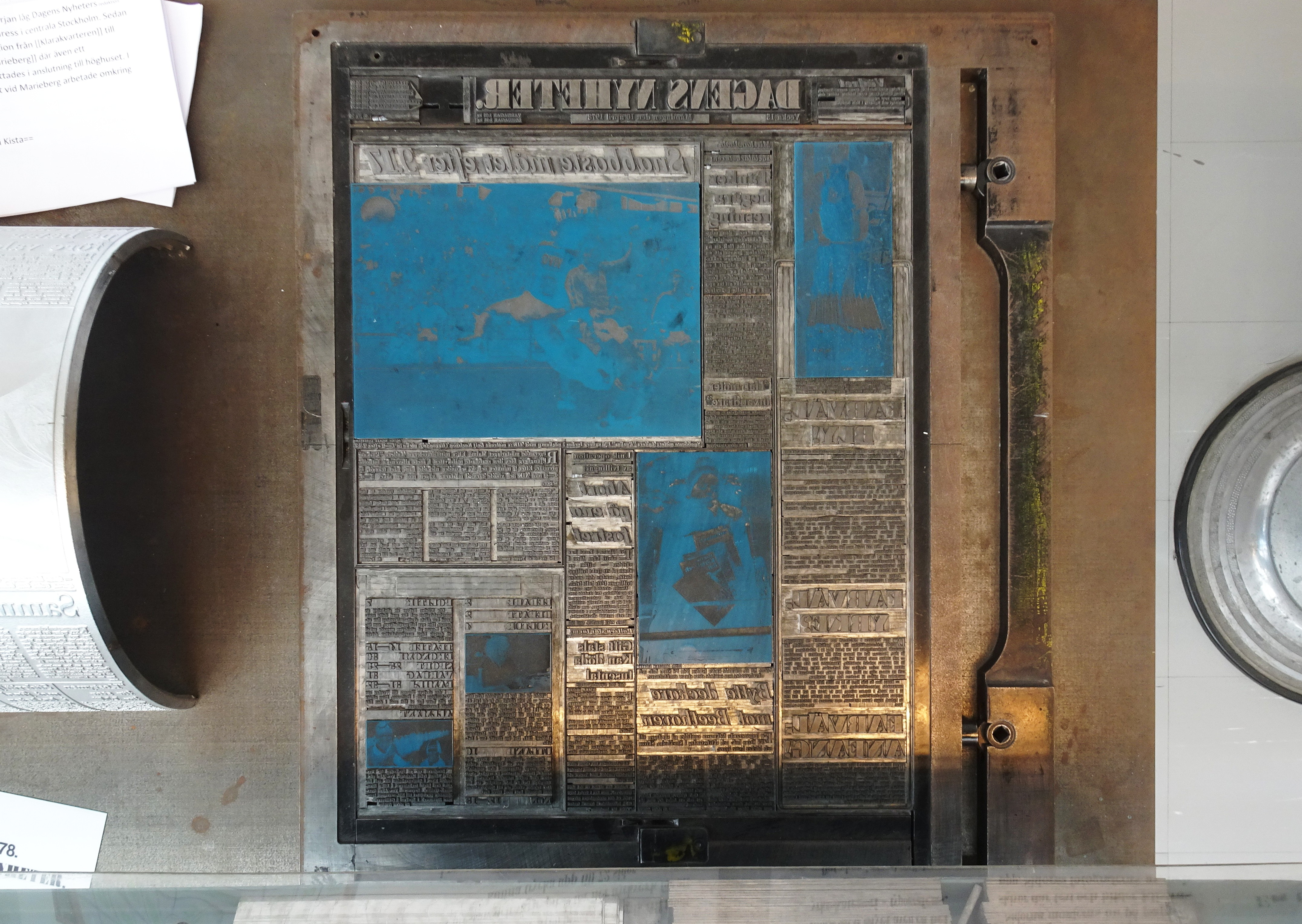
DN:s sista första-sida i bly från 10 april 1978.